# Album di Winx Club

## Winx Club
Winx Club è il primo album contenente la colonna sonora della prima stagione che include inoltre la sigla di apertura in lingua inglese cantata da Yasemin Sannino.
Tracce
Testi e musiche di Giovanni Cera e Angelo Poggi.
1. Nel Segno Di Winx
2. Magic Winx
3. Oggi No
4. Magica Bloom
5. Sensazione
6. Winx Combact
7. Le Ragazze Del Winx Club
8. Onda Magica
9. Mi Manchi
10. Scioglierò
11. Nel Segno Di Winx (strumentale)
12. Le Ragazze Del Winx Club (strumentale)
13. Magic Winx (strumentale)
14. Under The Sign Of Winx

## Winx Power Show
Winx Power Show è l'album contenente la colonna sonora dell'omonimo show del 2005 interpretata dal cast dello show.
Tracce
Testi di Giovanni Cera, Angelo Poggi e Fabio Serri tranne brani strumentali, musiche di Giovanni Cera, Angelo Poggi, Fabio Serri e Daniele Luppino.
1. Una di noi
2. L'attimo che cresce
3. Siamo le Winx
4. Non c'è amore
5. Un pizzico di magia
6. Abili guerrieri
7. Il canto delle sirene (strumentale)
8. Il canto di Musa
9. Mondo fatato (strumentale)
10. Fantabosco (strumentale)
11. Balla con me
12. Non mi arrenderò
13. Più che puoi
14. La battaglia finale
15. Vola se vuoi

## Winx Club - Canta con noi 1
Tracce
Testi e musiche di Giovanni Cera e Angelo Poggi.
1. Nel Segno Di Winx
2. Le Ragazze Del Winx Club
3. Magica Bloom
4. Winx Combact
5. Sensazione
6. Nel Segno Di Winx (strumentale)
7. Le Ragazze Del Winx Club (strumentale)

## Winx Club - Il segreto del regno perduto
Winx Club - Il segreto del regno perduto è l'album contenente la colonna sonora dell'omonimo film del 2007 interpretata da Elisa Rosselli, ad eccezione dell'ultima traccia, cantata da Natalie Imbruglia.
Tracce
Testi di Elisa Rosselli tranne dove indicato, musiche di Maurizio d'Aniello tranne dove indicato.
1. Unica
2. Segui il tuo cuore
3. Tu puoi credere in te
4. A un passo da me
5. Potere di Enchantix
6. Segui il ritmo
7. All the Magic (testo: Natalie Imbruglia – musica: Gary Clark)

## Winx on Ice
Winx on Ice è il l'album contenente la colonna sonora dell'omonimo show del 2008, interpretata dal cast dello show.
Tracce
Testi di Fabio Serri e Daniele Luppino tranne brani strumentali, musiche di Fabio Serri e Daniele Luppino.
1. Gardenia (strumentale)
2. Winx On Ice (strumentale)
3. Quando Avrò Voglia Di Sorridere
4. Ricorda Che...
5. Io Ti Aspetterò
6. Il Grande Lieto Fine
7. Amiche Per La Pelle
8. Una Festa
9. Animi Nobili
10. I Sogni A Modo Mio
11. Un Unico Respiro
12. Ancora Una Poesia
13. Young Girls
14. I Sogni A Modo Mio (strumentale)
15. Amiche Per La Pelle (strumentale)

## Winx Club in concerto
Winx Club in concerto è il l'album contenente la colonna sonora del DVD "Winx Club in concerto" del 2009.
Tracce

### CD1
Testi di Elisa Rosselli e musiche di Maurizio d'Aniello.
1. Unica
2. Segui Il Tuo Cuore
3. I Sogni a Modo Mio
4. Mambochiwambo
5. Irraggiungibile
6. Vita Da Star
7. Tutti I Sogni Miei
8. Ti Parlo Di Me
9. Reazione a Catena
10. La Mia Canzone
11. Un Regno E Una Bambina
12. Prova A Prenderci
13. Magia Di Winx
14. La Tua Musica È La Mia
15. Quando Sei Con Me

### CD2
Musiche di Maurizio d'Aniello.
1. Unica (karaoke)
2. Segui Il Tuo Cuore (karaoke)
3. I Sogni A Modo Mio (karaoke)
4. Mambochiwambo (karaoke)
5. Irraggiungibile (karaoke)
6. Vita Da Star (karaoke)
7. Tutti I Sogni Miei (karaoke)
8. Ti Parlo Di Me (karaoke)
9. Reazione A Catena (karaoke)
10. La Mia Canzone (karaoke)
11. Un Regno E Una Bambina (karaoke)
12. Prova A Prenderci (karaoke)
13. Magia Di Winx (karaoke)
14. La Tua Musica È La Mia (karaoke)
15. Quando Sei Con Me (karaoke)

## Winx Club Believix - Serie 4
Winx Club Believix - Serie 4 è il l'album contenente la colonna sonora della quarta stagione di Winx Club.
Tracce
Testi di Elisa Rosselli; Michele Bettali, Stefano Carrara e Fabrizio Castania e musiche di Maurizio d'Aniello; Michele Bettali, Stefano Carrara e Fabrizio Castania.
1. Michela Ollari - La Magia di Winx Club
2. Elisa Rosselli - Believix
3. Michela Ollari - Winx La Sfida Non Finisce Mai
4. Luciana Vaona - Love and Pet
5. Michela Ollari - Winx Una Nuova Magia
6. Michela Ollari - Adesso Che Ci Sei Tu
7. Michela Ollari -  Insieme più che mai
8. Federico Maria Saccani - Ancora Insieme Noi
9. Federico Maria Saccani - Zero Risposte Mille Perché
10. Federico Maria Saccani - Canzone Che Parla Di Te
11. Elisa Rosselli - La mia canzone
12. Elisa Rosselli - Magia Di Winx
13. Elisa Rosselli - Mambochiwambo
14. Elisa Rosselli - Potere di Enchantix
15. Elisa Rosselli - Prova a prenderci
16. Elisa Rosselli - Vita da star
17. Elisa Rosselli - Unica
18. Elisa Rosselli - Un Regno e una Bambina
19. Elisa Rosselli -Ti parlo di me
20. Elisa Rosselli - La Tua Musica è La Mia
21. Elisa Rosselli - Irraggiungibile
22. Michela Ollari - Winx Se Ci Credi Puoi

## Winx Club - Canta con noi 2
Tracce
1. Segui Il Tuo Cuore
2. Mambochiwambo
3. Vita Da Star
4. Reazione A Catena
5. La Mia Canzone
6. Magia Di Winx
7. Quando Sei Con Me
8. Irraggiungibile
9. Michela Ollari - La Magia Di Winx Club
10. La Magia Di Winx Club (strumentale)

## Winx Club 3D - Magica avventura
Winx Club 3D - Magica avventura è il l'album contenente la colonna sonora dell'omonimo film del 2010.
Tracce
Testi di Elisa Rosselli, musiche di Maurizio d'Aniello tranne dove indicato.
1. Tutta la magia del cuore
2. Believix
3. Insopportabile alchimia
4. Per sempre (feat. Ranieri di Biagio) (musica: Paolo Baglio, Raffaele Presciutti)[2]
5. Due destini in volo
6. Fatto apposta per me
7. Supergirl
8. Mentre il mondo gira
9. Irraggiungibile
10. Big boy
11. Ora sei libera

### Formazione

#### Musicisti[2]
- Elisa Rosselli – voce
- Maurizio d'Aniello – tastiere
- Alessandro de Crescenzo – chitarre
- Pino Saracini – basso
- Roberto Segala – batteria e percussioni

#### Produzione[2]
- Maurizio d'Aniello – produzione
- Marco Barusso – registrazione e mix presso gli ex Revolver Studios (oggi Bloom Recording Studios), Guidonia Montecelio (RM)
- Chuck Rolando – supervisione musicale

## Winx Club - TV Movie (Italian)
Winx Club - TV Movie (Italian) è il CD contenente la colonna sonora dell'omonimo film televisivo del 2011.
Tracce
1. La Magia Di Winx Club
2. Un Equilibrio Fragile
3. Un Altro Giorno Insieme
4. Party Time
5. Un Viaggio Dentro Al Tuo Cuor
6. Come Un Film
7. Invincibile Charmix
8. Insieme più che mai
9. Per Sempre Io E Te
10. Magiche Winx
11. Magia Di Winx

## Winx Club - Serie 5 - Sirenix
Winx Club - Serie 5 - Sirenix è il CD contenente la colonna sonora della quinta stagione di Winx Club, scritta e composta da Michele Bettali, Stefano Carrara, Fabrizio Castania, Maurizio D'Aniello e Elisa Rosselli ed interpretata da Michela Ollari, Luciana Vaona, Alessia Orlando, Elisa Rosselli e Ranieri Di Biagio.
Tracce
1. Invincibili
2. Il mondo cambierà
3. Siamo Believix
4. Potere Harmonix
5. Come un rubino
6. E già natale
7. Potere Sirenix
8. Tu sei con me
9. Oltre le nuvole
10. La musica
11. Il ritmo della libertà
12. Una Missione Winx
13. Believix

## Winx Club - Il mistero degli abissi
Winx Club - Il mistero degli abissi è l'album contenente la colonna sonora dell'omonimo film del 2014.
Tracce
1. Luce immensa (Luca Morisco, Lorenzo Federici)
2. Splendi così (Luca Morisco, Lorenzo Federici)
3. Qui con me (Luca Morisco, Lorenzo Federici)
4. Potere Sirenix (testo: Elisa Rosselli – musica: Maurizio d'Aniello)
5. Noi siamo Winx (Federico Aloi, Raffaele Presciutti, Luca Morisco, Lorenzo Federici, Leslie Poleri Nowell) – adattamento italiano di Lorena Brancucci

### Formazione

#### Musicisti[2]
- Francesca Antonacci – voce (traccia 1)
- Luca Morisco – voce (traccia 3), basso (tracce 2, 3, 5)
- Elisa Rosselli – voce, cori (traccia 4)
- Serena Rossi, Cosma Brussani, Serena Dovì, Novella Iodice – voci (traccia 5)
- Davide Lomagno – chitarre (tracce 1-3, 5)
- Luca Fareri – batteria (tracce 3, 5)

#### Produzione[2]
- Luca Morisco – direzione artistica e arrangiamento (tracce 1-3, 5)
- Lorenzo Federici – arrangiamento (tracce 1-3, 5)
- Eugenio Vatta – mix e mastering presso E45 Studio, Roma (tracce 1-3)
- Matteo Schiavio – registrazione presso Chorus Line Studios, Roma (traccia 5)
- Goffredo Gibellini – mix presso Digital Records, Roma (traccia 5)
- Virginia Tatoli – direzione musicale (traccia 5)

## Winx Club - Serie 6 - Bloomix
Winx Club - Serie 6 - Bloomix è il l'album contenente la colonna sonora della sesta stagione di Winx Club.
Tracce
1. Ancora e sempre Winx
2. Potere Sirenix
3. Siamo Sirenix
4. La nostra sinfonia
5. Solo Noi
6. Insieme a me
7. Noi e la musica
8. Bloomix più che mai
9. Mythix ali di magia
10. Festa magica
11. Una voce dentro l'anima
12. Un giorno da non dimenticare
13. Winx potere di fata

## Winx Club Musical Show
Winx Club Musical Show è l'album contenente la colonna sonora dell'omonimo show del 2015.
Tracce
1. Il Ritmo Della Libertà
2. Magia Di Winx
3. La Tua Musica È La Mia
4. Prova A Prenderci
5. Insieme A Me
6. Siamo Trix
7. Irraggiungibile
8. Siamo Sirenix
9. Il Mondo Cambierà
10. Invincibili Winx
11. Unica
12. Una Missione Winx
13. Un Regno E Una Bambina
14. Una Voce Dentro L'Anima

## Winx Club - Serie 7 - Butterflix
Winx Club - Serie 7 - Butterflix è il l'album contenente la colonna sonora della settima stagione di Winx Club.
Tracce
1. Winx noi siamo la magia
2. Winx questa è magia
3. Butterflix mistica energia
4. Splendida armonia
5. Il ritmo della jungla
6. La natura è felicità
7. Tynix
8. Diamanti
9. Tutto è bello com'è
10. Una vita in volo
11. Magnifiche Winx
12. Irresistibili Winx

## Winx Club - Magiche canzoni
Tracce
1. Ancora e sempre Winx
2. Noi e la musica
3. Un giorno da non dimenticare
4. La nostra sinfonia
5. Winx potere di fata
6. Insieme me
7. Siamo Sirenix
8. Solo noi
9. Una voce dentro l'anima
10. Festa magica

## Winx Club – Serie 8

### Tracce
1. Noi Siamo Magiche Winx
2. Stella più che mai
3. Cosmix Winx
4. Amo la Musica
5. Splenderai
6. Il giorno più bello che c'è
7. La Magia Si Accende
8. Che Festa Questa Festa
9. Se Ti Fidi di Me
10. Finalmente Insieme
11. Potere Sirenix
12. Succede Se Ci Credi
13. Insieme Tra Le Stelle